# Bujkáló avarszöcske
A bujkáló avarszöcske (Pholidoptera littoralis) a fürgeszöcskék családjába tartozó, Európában honos szöcskefaj.

## Megjelenése
A bujkáló avarszöcske testhossza a hím esetében 19-23 mm, a nőstény 21-27 mm, ehhez járul még a 22-25 mm-es tojócső. Viszonylag nagy termetű, erőteljes testalkatú faj. Alapszíne barnás, szürkés vagy zöld, de a hátoldala mindig barna. A hasoldal zöldessárga. A torpajzs oldalsó lebenye sötétbarna, majdnem fekete, alsó és hátsó peremén széles világos szegéllyel. Szárnya csökevényes; a hím esetében a szárny látható része olyan hosszú mint a torpajzs, a nőstény 1-2 mm-es szárnya ki sem látszik a torpajzs alól. A hím cercusai (potrohfüggelékei) jórészt egyenesek, a végükön kissé befelé, harmaduknál kis belső foggal. A nőstény egyenes vagy kissé felfelé ívelő tojócsöve igen hosszú, majdnem testhossznyi.
Ciripelése az éneklő lombszöcskééhez hasonlít. Egy strófa 2-4 másodpercig tart és 30-60 syllabusból áll. Az első syllabusok egyre erősödő hangok, utána a hangerő egyenletes marad. 

### Hasonló fajok
Közeli rokonaival (nagy avarszöcske, galléros avarszöcske, szürke avarszöcske, erdélyi avarszöcske) lehet összetéveszteni.

## Elterjedése
Európában honos, Észak-Olaszországtól és Dél-Svájctól (Ph. l. insubrica alfaj) az Észak-Balkánon keresztül a Kárpát-medence keleti harmadáig (Ph. l. similis alfaj). Magyarországon csak a Gyula melletti Mályvádi-erdőben ismert egy állománya. Korábban élt a budai Sas-hegyen is, de onnét kipusztult. 

## Életmódja
Dús növényzetű, nedves élőhelyeken, ártéri keményfaligetekben, bozótos tisztásokon, erdőszéleken él. Túlnyomóan ragadozó életmódot folytat. Fürge, gyors szöcske. Ha megzavarják nagy ugrásokkal menekül és a sűrű gyepben rejtőzik el. 
Kifejlett példányaival leginkább júniustól augusztusig lehet találkozni, ősz elejére nagyon megritkulnak. Az áttelelő petékből április végén-május elején bújnak elő a lárvák. 
Magyarországon védett, természetvédelmi értéke 10 000 Ft.